# Пастушок Микола Костянтинович
Микола Костянтинович Пастушок (1914, місто Одеса — 13 жовтня 1956, місто Київ) — радянський діяч, міністр легкої промисловості Української РСР (1955—1956).

## Життєпис
Освіта виша.
У 1936—1938 роках — у Червоній армії.
З літа до грудня 1941 року перебував у евакуації в місті Сталінабаді (тепер Душанбе) Таджицької РСР.
З грудня 1941 по березень 1946 року — в Червоній армії, учасник німецько-радянської війни. Служив заступником командира з політичної частини (секретарем партійної організації) 1-го стрілецького батальйону 1030-го стрілецького полку 260-ї стрілецької дивізії 47-ї армії, був партійним організатором 1105-го стрілецького полку. Воював на Донському, Сталінградському, Брянському, Білоруському, 2-му Білоруському фронтах.
Член ВКП(б) з 1942 року.
У 1945 році навчався на Вищих всеармійських військово-політичних курсах Головного політичного управління РСЧА.
Потім — на відповідальній господарській роботі.
На 1947—1948 роки — головний інженер Одеської взуттєво-модельної фабрики.
У січні — червні 1952 року — заступник, у червні 1952 — квітні 1953 року — 1-й заступник міністра легкої промисловості Української РСР.
З лютого 1953 року — керуючий «Укршкірвзуттятресту» Міністерства легкої промисловості Української РСР, з квітня по жовтень 1953 року — начальник «Укрголовшкірвзуття» Міністерства легкої і харчової промисловості Української РСР.
У жовтні 1953 — жовтні 1955 року — 1-й заступник міністра промисловості товарів широкого вжитку Української РСР.
У жовтні 1955 — 7 липня 1956 року — міністр легкої промисловості Української РСР.
У липні — 13 жовтня 1956 року — начальник Головного управління машинодеталебудування Міністерства легкої промисловості Української РСР.
Помер 13 жовтня 1956 року в Києві.

## Звання
- лейтенант
- старший лейтенант
- капітан

## Нагороди
- орден Вітчизняної війни ІІ ст. (13.04.1944)
- орден Червоної Зірки (30.09.1943)
- медаль «За оборону Сталінграда» (22.12.1942)
- медаль «За перемогу над Німеччиною у Великій Вітчизняній війні 1941—1945 рр.» (1945)
- медаль «За трудову доблесть» (23.01.1948)
- медалі